# Sea Legends
Sea Legends jest grą komputerową stworzoną w 1996 roku przez firmę Ocean Software i wydaną na rynek przez GTE Entertainment.

Gra ta nawiązuje do wydanej w 1987 roku popularnej gry Pirates! stworzonej przez MicroProse.
W przeciwieństwie do pierwowzoru, występuje tutaj również element przygodowy.

Gra traktuje na temat XVII-wiecznego piractwa oraz wojny morskiej na basenie Morza Karaibskiego.
Gracz wciela się w kapitana Richarda Greya, brytyjskiego żeglarza mającego za zadanie wykonanie serii przeróżnych misji. Można nawigować statkiem, strzelać z dział, wydawać rozkazy innym statkom, odwiedzać porty i miasta. Jakkolwiek możliwe jest odstąpienie od scenariusza gry i stanie się tym samym piratem.

Gra została wydana na platformę MS-DOS